# Gustav-Adolf Moths
Gustav-Adolf Moths va ser un remer alemany que va competir cavall del segle xix i el segle xx. El 1900 va prendre part en els Jocs Olímpics de París, on guanyà una medalla de bronze en la prova de quatre amb timoner, com a timoner de l'equip Favorite Hammonia. Amb tot, Moths sols disputà la semifinal i no pas la final que fou disputada per Max Ammermann, però la base de dades del COI sols recull la seva participació en aquesta prova.